# Ichnestoma krikkeni
Ichnestoma krikkeni är en skalbaggsart som beskrevs av Holm 1992. Ichnestoma krikkeni ingår i släktet Ichnestoma och familjen Cetoniidae. Inga underarter finns listade i Catalogue of Life.